# Lustro tektoniczne

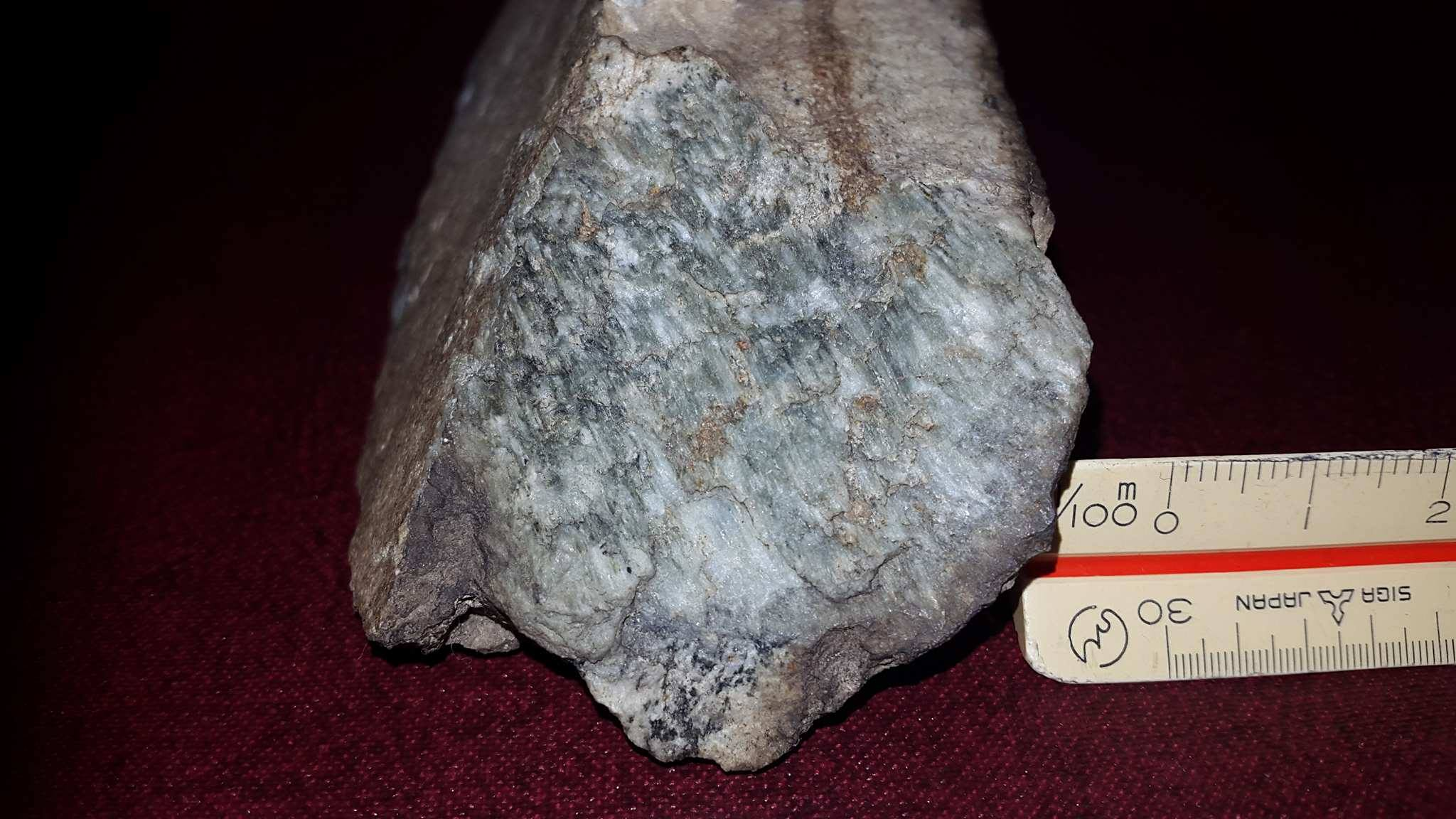
Próbka lustra tektonicznego pobrana z Yonchon, prowincja Kyonggi, Korea Południowa

Lustro tektoniczne, zwierciadło tektoniczne, wygład tektoniczny to rodzaj struktury ślizgowej o gładkiej powierzchni, często zmineralizowanej, powstałej w wyniku formowania się uskoku tektonicznego lub odmłodzenia wcześniejszych nieciągłości tektonicznych. Określenie orientacji lustra tektonicznego wskazuje na lokalną płaszczyznę przemieszczenia skał. Położenie zespołu luster tektonicznych lub lustra o dużej powierzchni może wyznaczać orientację uskoku głównego.
Lustra takie często można spotkać w polskich Tatrach, niektóre nawet noszą nazwę lustra w nazwie,np. Lustro nad Czołówką.